# Saint Albray
Saint Albray is een Franse kaas. Het is een industrieel product dat sinds 1977 gemaakt wordt in het Franse Pyreneeëngebied door de Fromagerie des Chaumes (Jurancon). De Fromagerie des Chaumes is onderdeel van het Franse Groupe Savencia.
De Saint Albray is een gewassenkorstkaas en wordt dus tijdens de rijping gekeerd en gewassen met een pekelmengsel. Kazen als de Saint Albray en de Fromage de Chaumes worden door Bongrain steeds verder ontwikkeld, met als doel een constante kwaliteit te leveren. Dit maakt dat het product beter voorspelbaar is.
Saint Albray wordt eerst bestoven met een schimmel en daarna gewassen. De korst is lichtoranje met een dichte witte schimmellaag. De kaasmassa is zacht en de kleur is crèmewit.